# Mushkin
Mushkin (/ˈmʊʃkɪn/) – amerykańska firma produkująca pamięci komputerowe, założona w 1994 przez Billa Mushkina. W 2000 firmę wykupiła Ramtron International, ale w lipcu 2005 główny menedżer Mushkin, George Stathakis, odkupił ją i obecnie firma jest własnością jej pracowników.